# ジャックフロスト

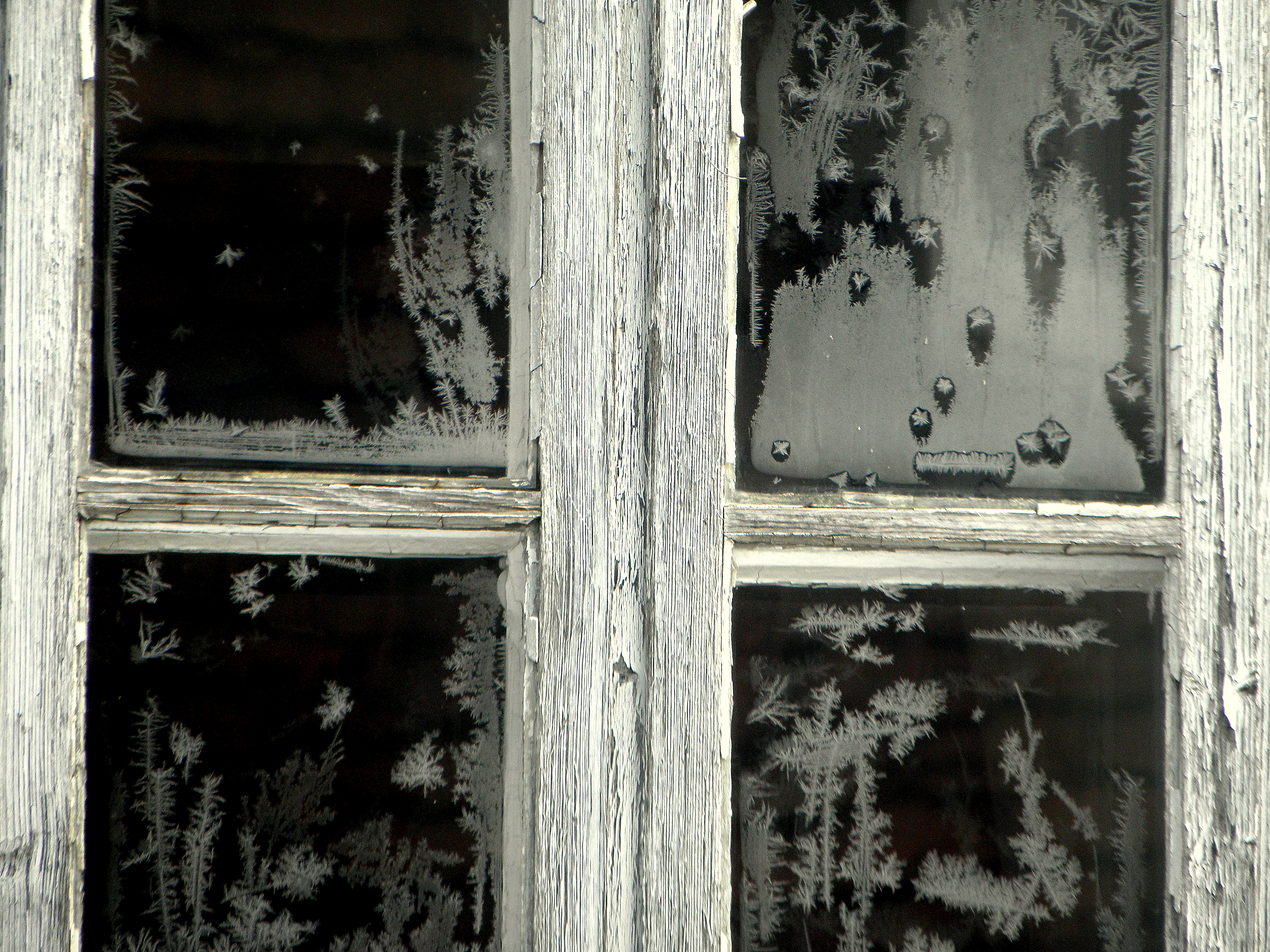
窓の霜

ジャックフロスト（Jack o' Frost　ジャック・オ・フロスト）は、イングランドの民間伝承に登場する寒さを具現化する霜の妖精もしくは民話上の怪物。

## 概要

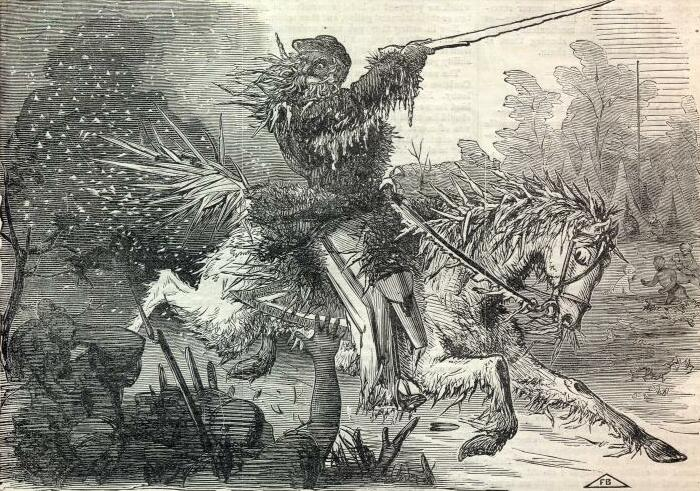
19世紀の風刺漫画で、ジャックフロストがアメリカ南北戦争の少将として描かれている

名前の意味は"霜男"。モデルは、北欧のヨクル（Jokul）またはフロスティ（Frosti）といわれ、雪と氷で出来た妖精といわれる。
その姿は小人であったり、白髪の老人であったり、雪だるまであったりと様々な説がある。基本的には悪戯好きだが、無邪気で子供のような性格で、冬の間にしかあらわれず、ツララの垂れた真っ白な衣装をきているとされる。
しかし、一度怒らせると、その相手を氷漬けにして殺してしまう事もあるという。元来は雪男のような怪物で、笑いながら人間を凍らせるという恐ろしい妖精。そのためジャックフロストの触れたところには霜柱が付くとされている。
冬が厳しい時は、ジャックフロスト達が悪さをしているといわれ、笑い声をあげて寒気をふりまき、春には溶けて消える。 そのときには枯れ葉や窓に霜の模様を残していくとされる。